# Gaetano Fraschini
Gaetano Fraschini (16 février 1816 — 23 mai 1887) est un ténor italien d'opéra. Il a créé de nombreux rôles durant le XIXe siècle, dont cinq dans des opéras de Giuseppe Verdi. Sa voix était « héroïque […] avec des qualités de baryton […] cependant Verdi et Donizetti appréciaient sa capacité à chanter légèrement avec subtilité. » Un biographe italien a souligné le rôle de Fraschini dans le prolongement de la longévité des opéras de Donizetti tout en accélérant la renommée du répertoire de Verdi. Il est un effet un des principaux chanteur à avoir facilité la transition du répertoire de Donizetti vers celui de Verdi. Fraschini a chanté plus d'une centaine de rôles et Verdi le plaçait à la tête de ses ténors préférés et parlait de lui comme un « Manrico naturel » pour son Il Trovatore. Fraschini a également joué un rôle central dans le succès de plusieurs opéras de Pacini et de Mercadante.

## Biographie
Né à Pavie le 16 février 1816, second fils de Domenico Fraschini et de Grazia Cremaschi, Fraschini étudie avec Felice Moretti avant de débuter le 4 avril 1837 au Teatro dei Nobili Cavalieri dans le rôle de Lord Arturo dans Lucia di Lammermoor de Gaetano Donizetti. Un mois plus tard il chante comme comprimario le rôle d'Hervey dans Anna Bolena de Donizetti dans le même théâtre. En avril 1838 il chante également Iago dans Otello de Rossini avec Giovanni David dans le rôle-titre. Le mois suivant, sur la même scène, il chante dans L'Esule di Roma de Donizetti. Le Teatro della Societa de Bergame l'engage pour le même rôle. Il continue à chanter Donizetti, jouant dan Torquato Tasso (en) à Bergame en janvier 1839.
Il retourne dans sa ville natale pour chanter Gabriella di Vergy de Mercadante et Gemma di Vergy et Fauste de Donizetti. De juillet à septembre, il est à Vicence pour chanter Elena da Feltre de Mercadante, Torquato Tasso et Roberto Devereux de Donizetti, et pour couronner le tout, il interprète Pollione dans Norma de Bellini avec Giuseppina Ronzi de Begnis dans le rôle-titre. En octobre il fait ses débuts à Venise dans le Teatro San Benedetto dans Pollione et Roberto Devereux ; la primadonna assoluta était Giuseppina Ronzi de Begnis.
Il fait ses débuts à La Scala le 28 mars 1840 dans Marino Faliero. Bien que sa voix eut été excellente, son jeu de scène laissait à désirer et il fut à l'origine de quelques huées isolées. Cet accroc fut amplifié par quelques critiques et cela heurta Fraschini à un tel point qu'il jura de ne jamais chanter de nouveau à La Scala. Il est ensuite engagé au Teatro San Carlo à Naples où il reste jusqu'en 1853. Il y crée des rôles dans plusieurs opéras de Giovanni Pacini, dont La fidanzata corsa, La stella di Napoli, La regina di Cipro, Merope et Romilda di Provenza, et Faone dans Saffò (en) ; il crée également le personnage de Gerardo dans Caterina Cornaro pour Donizetti en 1844. Il chante également d'autres opéras de Donizetti dont Linda di Chamounix, Maria di Rohan, La favorite, Poliuto et Lucia di Lammermoor. La force avec laquelle il maudit Edgardo le fait surnommer le « tenore della maledizione,. » Son rôle devient un vrai cheval de bataille pour Fraschini. En plus de La Norma, il chante d'autres opéras de Bellini dont Il Pirata et Beatrice di Tenda.
Tenore di forza, il crée plusieurs rôles de Verdi, à commencer Zamoro dans Alzira en 1845. Il est également le premier Corrado dans Il corsaro (1848), Arrigo dans La battaglia di Legnano (1849), le rôle-titre dans Stiffelio (1850) et Riccardo dans Un ballo in maschera (1859). Il chante également dans Oberto, Ernani, I Lombardi, I masnadieri, Luisa Miller et Il trovatore. En 1856 il joue Henri dans Les vêpres siciliennes à Rome, et en 1858 il est Gabriele Adorno dans Simon Boccanegra à Naples.
En 1846 il fait ses débuts internationaux au Kärntnertortheater de Vienne où il chante Chalais dans Maria di Rohan de Donizetti, suivi d’Ernani de Verdi et de Lucia di Lammermoor et Don Pasquale de Donizetti.
Il chante plusieurs opéras de Verdi à l'étranger : à l'Her Majesty's Theatre en 1847 où il prend part à la première londonienne d'I due Foscari, en 1863 à Madrid où il chante dans La forza del destino et l'automne suivant au Théâtre Italien à Paris où il apparait dans Un ballo in maschera, Ernani et Il Trovatore, ainsi que dans Lucia di Lammermoor et Poliuto.
Monaldi décrit la voix de Fraschini comme « un gong d'argent frappé avec un marteau d'argent. » Il fait vraisemblablement l'écho du professeur de chant Henry Panofka qui dans son traité Singers and Voices exhorte les jeunes ténors à prendre exemple sur Fraschini et le ton « argenté » de sa voix .
Fraschini prend sa retraite en 1873, faisant ses adieux à Rome dans le rôle de Gennaro dans Lucrezia Borgia et à Florence dans le rôle de Don Alvaro dans La forza del destino. Son dernier rôle est Lyonel dans Martha de Flotow qu'il chante au Teatro della Pergola à Florence en janvier 1874. À cette époque, « sa voix et sa technique sont toujours intactes. » Fraschini meurt à Naples en 1887.
L'opéra de Pavie porte son nom.

### Sources
- (it) Casaglia, Gherardo, "Fraschini", Almanacco Amadeus, 2005. Consulté le 1 février 2010.
- (en) Sadie, Stanley, editor (1992). The New Grove Dictionary of Opera (4 volumes). London: Macmillan.  (ISBN 978-1-56159-228-9).
- (en) Warrack, John; West, Ewan (1992). The Oxford Dictionary of Opera. Oxford: Oxford University Press.  (ISBN 978-0-19-869164-8).
- (it) Giorgio Migliavacca, « Gaetano Fraschini: il tenore della transizione da Donizetti a Verdi », Moderne Sprachen 44, Vienne,‎ 2000, p. 207–232 (ISSN 0026-8666)

1. ↑  p. 229-230.
2. 1 2  Giorgio Migliavacca, « Gaetano Fraschini : il tenore della transizione da Donizetti a Verdi », Moderne Sprachen, Vienne, vol. 44,‎ 2000, p. 207-232.
3. ↑  p. 209.
4. ↑  p. 210.
5. ↑  p. 210-211.
6. ↑  p. 216.
7. ↑  p. 217.